# Emilia Dorado Baltazar
Emilia Dorado Baltazar (Guadalajara, Jalisco, 11 de agosto de 1909-Fecha y lugar desconocidos) fue una política, sindicalista y profesora mexicana, miembro del Partido Popular Socialista. Fue diputada federal de 1970 a 1973.

## Biografía
Nació en la ciudad de Guadalajara, donde realizó sus estudios básicos y luego la secundaria y profesionales en la Escuela Normal de Jalisco, de donde egresó como profesora en 1930 y comenzó a ejercer como maestra de educación primaria.
Fue miembro del Sindicato Nacional de Trabajadores de la Educación (SNTE) y del Partido Popular Socialista. Fue una destacada luchadora sindical junto con su esposo León Fernández Caudillo, y su hijo, Rubelio Fernández Dorado fue también un importante luchador por la libertad sindical que lo llevó a participar en movimientos y organizaciones que posteriormente darían origen a la Coordinadora Nacional de Trabajadores de la Educación (CNTE).
En 1970 fue postulada por el PPS a diputada federal por el Distrito 3 de Jalisco. No logró el triunfo, que le correspondió a su competidor del Partido Revolucionario Institucional (PRI) Guillermo Ruiz Velázquez y quedando en tercer lugar, tras Ruiz Velázquez y el candidato del PAN. Sin embargo, resultó elegida como diputada de partido, ejerciendo en la XLVIII Legislatura que concluyó en 1973. Fue integrante de las comisiones de Acción Social; de Protocolo; de la Industria Azucarera; y, de Bienestar Social.